# Bedin in Bedina
Bedin in Bedina je tolminska slovenska ljudska pravljica, ki jo je zapisal Andrej Gabršček. Izšla je v zbirki pravlic z naslovom Babica pripoveduje. Dela je zbrala in uredila Kristina Brenkova. Ilustrativno jo je opremila Ančka Gošnik – Godec. Zbirka pravljic je prvič izšla leta 1967, ki je bila kasneje prenovljena in ponatisnjena.

## Povzetek vsebine
Bedin in Bedina sta šla nabirat lešnike. Bedin je hotel premagati Bedino v nabiranju lešnikov in je tako hitel, da ni opazil, da ima strgano vrečko, Bedina pa je lešnike namesto z leske torej pobirala s tal, kamor so padli Bedinu. Ko jih je nabrala že polno vrečko, Bedin pa jih ni imel še skoraj nič, mu je rekla, da je že pozno in da se morata odpraviti domov, ker bo drugače mati jezna. Ker je Bedin ne uboga, Bedina pokliče volka, naj ga požre. Volk je ne uboga, zato Bedina pokliče palico, da bi nabila volka. Tudi palica se upre. Bedina pokliče ogenj, da bi požgal palico. Tudi ta je ne uboga. Bedina vztraja dalje in pokliče vodo, da bi pogasila ogenj, a se tudi ta ne odziva. Bedina ukaže volu, naj spije vodo, ampak je tudi ta ne posluša. Nato Bedina pokliče mesarja, da bi ubil vola. Tudi ta se ne odziva na Bedinin ukaz. Bedina ukazuje dalje in ukaže vrvem, naj obesijo mesarja. Vrvi se upirajo. Bedina vztraja dalje in pokliče na pomoč miši, naj razgrizejo vrvi. Kot vsi ostali se tudi miši branijo Bedininega ukaza. Bedina nadnje pokliče mačko, naj vse polovi. Mačka takoj prileti in začne loviti miši. Miši takoj pohitijo razgrist vrvi, vrvi začnejo tečti za mesarjem, da bi ga obesile. Mesar se požene na lov za volom, da bi ga ubil. Vol se požene za vodo, da bi jo spil. Voda hiti gasit ogenj. Ogenj se požene za palico, da bi jo ožgal. Palica za volkom, da bi ga nabila. Volk za Bedinom, da bi ga požrl. Bedin pa končno steče proti domu, kar ga nesejo noge. In tako sta Bedin in Bedina prišla domov.

## Analiza pravljice
- Književni čas ni določen.
- Književni prostor ni znan.
- Pripovedovalec je tretjeosebni. Pravjico začne in vseskozi povezuje »dvogovor« med Bedino in ostalimi književnimi osebami. Na koncu izvemo, da pravljico pripoveduje moški osebek: Kaj pa počenjata tam, tega ne vem, ker nisem tekel za njima.
- Književne osebe:
  - Glavne:
    - Bedin
    - Bedina

  - Stranske:
    - volk
    - palica
    - ogenj
    - voda
    - vol
    - mesar
    - vrvi
    - miši
    - mačka
    - mati

- Slog:
  - Okrasni pridevki: neubogljiv (mesar, miši), (ljubica) mila, trmoglav (deček).
  - Pomanjševalnice: Bedinica, ljubica.
  - Ljudska števila: V pravljici ni zaslediti ljudskih števil razen dejstva, da je vseh glavnih in stranskih oseb skupaj dvanajst.

- Motivi:
  - motiv bratca in sestrice

## Interpretacija glavnih likov
- Bedin: tekmovalen, neubogljiv, trmoglav in svojeglav deček, ki hoče vedno biti prvi.
- Bedina: pametna, ubogljiva in pridna deklica; iz pravljice razberemo, da spoštuje mater in njena pravila (»Pojdiva domov, čas je že! Mati naju bo kregala!«). Je tudi prebrisana, saj si z nabiranjem lešnikov s tal olajša delo, poleg tega pa ve, na koga mora pritisniti, da bo dosegla svoje (zaveda se na primer, da se volkovi bojijo tepeža/palice, palice ognja ...).

## Interpretacija vsebine
Na začetku pravljice razberemo iz stavka: Pojdiva domov, čas je že! Mati naju bo kregala!, da je deklica Bedina tista, ki je najbolj odgovorna in zrela. Dečkova nezrelost se kaže v tem, da ni ugotovil, da ima preluknjano vrečko, čeprav je prepričan, da je pametnejši od sestrice. 

Ko se Bedin upre setrici, ker noče domov, Bedina pokaže svojo odločnost. Točno ve, kaj hoče. Ker pa je še otrok, je živali, predmeti, osebki, ki jim ukazuje, ne jemljejo resno. Vse te stvari, osebki, živali, ki jim deklica Bedina ukazuje, lahko simbolično predstavljajo težave, ovire, ki jih v življenju moraš odpraviti, da prideš do cilja. Kot pravi Bruno Bettelheim: 
Pravljice na najrazličnejše načine otrokom sporočajo, da se v živjenju ni mogoče izogniti spopadanju z resnimi težavami, da je ta boj bistven del človekovega obstoja – toda če človek pred njim ne beži, temveč se neomajno postavlja po robu nepričakovanim in pogosto nezaželenim težavam, premaga vse ovire in na koncu zmaga. Tudi to, ali verjameš v možnost, da boš premagal življenjske težave, ali pa v življenju pričakuješ poraz, je zelo pomemben eksistencialni problem.
Bedino naposled le uboga mačka, ki sproži verižno reakcijo, da končno prežene Bedina domov. Deklica doseže svoj cilj.

## Motivno - tematske povezave
Glavni motiv je motiv bratca in sestrice, ki je dokaj pogost v ljudskih pravljicah. Ta motiv se pojavi v pravljici Janko in Metka.
Pojavi se poosebljen volk – vzporednica z Rdečo kapico.
Verižna reakcija, ki jo sproži mačka, spominja na verižno reakcijo v pravljici Boter petelin in njegova zgodba, ki prav tako prežene Bedina kot tatove.

## Knjižne izdaje
- Brenk, Kristina: Babica pripoveduje : Slovenske ljudske pravljice. Ljubljana : Mladinska knjiga, 1967
- Gabršček, Andrej: Bedin in Bedina : Slovenska ljudska. Ljubljana : Borec, 1993
- Bedin in Bedina : publikacija Rodna gruda, št.10, oktober 1993, str.31
- Ciciban, posebna izdaja Zlati Ciciban 1995, str. 40-41
- Gabršček, Andrej: Bedin in Bedina. Ljubljana : Mladinska knjiga, 1996, zbirka Pikapolonica
- Brenk, Kristina: Babica pripoveduje : Slovenske ljudske pravljice, zvočni posnetek. Ljubljana : Mladinska knjiga, 1998, zbirka Deteljica
- Brenk, Kristina: Babica pripoveduje : Slovenske ljudske pripovedke. Ljubljana : Mladinska knjiga, 1999, zbirka Deteljica